# Pico La Concha
Pico La Concha ou Pico La Garza é um acidente geográfico localizado nos Andes venezuelanos, especificamente no estado de Mérida. Com uma altura máxima de 4.922 metros acima do nível do mar, faz parte do Parque Nacional Sierra Nevada de Mérida. La Concha é o terceiro pico mais alto da Venezuela, com cerca de 4.922 metros acima do nível do mar.  Anteriormente chamado de Pico La Garza em virtude do agora desaparecido "glaciar La Garza" no topo da montanha que foi registrado pela última vez em 1972.